# 103-й пограничный отряд войск НКВД
103-й пограничный отряд войск НКВД — соединение пограничных войск НКВД СССР, принимавшее участие в Великой Отечественной войне.

## История
Отряд сформирован 17 марта 1940 года, после чего занял в конце марта 1940 года занял позиции на границе.
На 22 июня 1941 года отряд, насчитывая 440 человек личного состава, находился на обороне на участке советской государственной границы по северному побережью Финского залива, а также на ряде островов вдоль побережья. 
В состав отряда входили 1-я пограничная комендатура в составе 1-й резервной пограничной заставы, 1-й — 6-й пограничных застав, 2-я пограничная комендатура в составе 2-й резервной пограничной заставы, 7-й — 12-й пограничных застав. Входил в состав Управления пограничных войск НКВД Ленинградского пограничного округа.
Штаб отряда находился в Ремпетти.
В составе действующей армии с 22 июня 1941 по 22 января 1942 года.
В ходе оборонительной операции отряд вступил в бои в середине августа 1941 года. В первые дни войны заставе были переформированы в роты, а отряд получил задачу не допустить захвата приморской шоссейной дороги Выборг — Ленинград.
Так, 24 августа 1941 года на мыс Лиханиеми на подступах к Выборгу высадился вражеский десант, в результате чего завязался бой на западном побережье Выборгского залива. К месту высадки был направлен сводный отряд пограничников в количестве 30 человек, и с вечера 24 августа 1941 года пограничники препятствовали выходу с полуострова финских войск, заняв оборону в районе деревни Самола у основания полуострова. Однако финским войскам 25 августа 1941 года удалось пройти вдоль берега залива Рауха-лахти и выйти к железной дороге и шоссе Койвисто — Выборг в районе станции Соммее. Сводная рота погранотряда и школа младшего командного состава Балтийского флота под общим командованием начальника штаба погранотряда заняли оборону в районе станции Кайслахти в 2,5 километрах юго-западнее Соммее. Туда же вышел и первоначально отправленный отряд, который потерял в боях у деревни Самола 5 человек убитыми и троих ранеными. Подразделение ведёт бой у Кайсалахти до 27 августа 1941 года, после чего было вынуждено отойти к порту Йоханнес, где заняло оборону по реке Роккалан-йоки в 5 километрах южнее Кайслахти. Сюда же подошёл сформированный в Койвисто сводный морской полк, состоящий из сборного отряда Выборгского сектора береговой обороны и двух батальонов 5-й отдельной бригады морской пехоты. После боёв за Йоханнес, продолжавшихся до 30 августа 1941 года, погранотряд, оставив порт, был эвакуирован на остров Койвисто, где поступил в резерв командира бригады Балтийского флота.
Также отряд вёл бои на островах Выборгского залива, например пограничная застава отряда в количестве 40 человек на острове Тейкар-Сари (Игривый) получила приказ задержать десант противника для эвакуации дальнобойной артиллерии Балтийского флота с острова Туппурун-Сари (Вихревой). В течение месяца застава отбила 9 десантов противника, в живых из пограничников остались только двое, которые сумели на плотике переправиться на материк.
В сентябре 1941 года отряд был эвакуирован в район «старой» советско-финской границы, передислоцирован в Ириновку где был пополнен личным составом 8-го погранотряда и до января 1942 года ведёт охрану тыла 23-й армии.
22 января 1942 года отряд был переформирован в 103-й пограничный полк войск НКВД

## Командиры
- Никитюк Пётр Михайлович, майор